# 榎村寛之
榎村 寛之（えむら ひろゆき、1959年 - ）は、日本史学者。
大阪府大阪市生まれ。大阪市立大学文学部卒、岡山大学大学院文学研究科前期博士課程修了、関西大学大学院文学研究科後期博士課程単位取得退学。1993年「律令天皇制祭祀の研究」で博士（文学）。三重県立斎宮歴史博物館学芸員、副参事兼学芸普及課長(2017年現在)。専攻・日本古代史。

## 著書
- 『律令天皇制祭祀の研究』塙書房 1996
- 『伊勢斎宮と斎王 祈りをささげた皇女たち』塙書房 塙選書 2004
- 『古代の都と神々 怪異を吸いとる神社』吉川弘文館 歴史文化ライブラリー 2008
- 『伊勢斎宮の歴史と文化』塙書房　2009
- 『伊勢斎宮の祭祀と制度』塙書房　2010
- 『伊勢神宮と古代王権 神宮・斎宮・天皇がおりなした六百年』筑摩書房・筑摩選書 2012
- 『斎宮―伊勢斎王たちの生きた古代史』中公新書 2017
- 『律令天皇制祭祀と古代王権』塙書房 2020
- 『謎の平安前期―桓武天皇から『源氏物語』誕生までの200年』中公新書 2023
- 『女たちの平安後期―紫式部から源平までの200年』中公新書 2024

## 論文
- <榎村寛之